# Phenobarbital
Phenobarbital (ursprünglicher Handelsname: Luminal; Hersteller: anfänglich Bayer, seit den 1990er Jahren Desitin) ist ein 1912 eingeführter Arzneistoff aus der Gruppe der Barbiturate und wird in der Epilepsiebehandlung sowie zur Narkosevorbereitung eingesetzt. Es war ein vielgenutztes Schlafmittel bis weit in die zweite Hälfte des 20. Jahrhunderts hinein. Phenobarbital bis 300 mg je Tablette ist nach deutschem Recht verschreibungspflichtig. In Konzentrationen über 300 mg je Tablette ist es ein verkehrsfähiges und verschreibungsfähiges Betäubungsmittel nach deutschem Betäubungsmittelrecht.

## Synthese
Phenobarbital wird durch eine Kondensationsreaktion zwischen Ethylphenylmalonsäurediethylester und Harnstoff hergestellt.

## Klinische Angaben

### Anwendungsgebiete (Indikationen)
- Epilepsie
  - Grand mal
  - Petit-mal
  - Grand-mal-Schutz bei Petit-mal-Anfällen im Kindesalter
  - Status epilepticus (Injektionslösung)
- Narkosevorbereitung (Injektionslösung)

Phenobarbital ist bei Absencen (obwohl es für die Behandlung zugelassen ist) sowie bei der Vorbeugung und Behandlung von Fieberkrämpfen nicht wirksam. Aufgrund seiner Risiken (Abhängigkeit, Vergiftung) und der Verfügbarkeit von Alternativen (beispielsweise Benzodiazepine) sind seit 1992 keine Phenobarbital-haltigen Fertigarzneimittel mehr als Schlafmittel zugelassen.

### Art und Dauer der Anwendung
Die Tabletten werden i. d. R. auf zwei Dosen über den Tag verteilt eingenommen. Die Behandlung einer Epilepsie ist in der Regel eine Dauerbehandlung. Bei plötzlichem Absetzen können sich die Anfälle mit vermehrter Heftigkeit wieder einstellen; dem entgegen wirkt das Ausschleichen der Dosis. Bei längerer Anwendung von Phenobarbital besteht das Risiko einer Abhängigkeit.

### Gegenanzeigen (Kontraindikationen)
Phenobarbital darf nicht angewendet werden bei:
- Überempfindlichkeit gegen Phenobarbital oder andere Barbiturate
- akuter Alkohol-, Schlafmittel- und Schmerzmittelvergiftung
- Vergiftung durch Anregungsmittel oder dämpfende Psychopharmaka

Phenobarbital darf nur nach sehr sorgfältiger Nutzen-Risiko-Abwägung und unter strenger Überwachung gegeben werden bei
- akuter hepatischer Porphyrie
- schweren Nieren- oder Leberfunktionsstörungen
- schweren Herzmuskelschäden
- Abhängigkeitserkrankungen in der Vorgeschichte
- Atemwegserkrankungen (z. B. bei gleichzeitiger Gabe von Montelukast bei Asthma)
- Vorgeschichte einer affektiven Störung, auch bei direkten Angehörigen
- Bewusstseinsstörung

### Wechselwirkungen mit anderen Medikamenten
Bei gleichzeitiger Gabe anderer zentral wirksamer Arzneimittel (Psychopharmaka, Schmerz- und Schlafmittel, Mittel gegen Allergie) sowie Alkohol kann Phenobarbital deren Wirkung und deren Nebenwirkungen verstärken. Phenobarbital kann eine vermehrte Bildung von arzneimittelabbauenden Enzymen bewirken (Enzyminduktion von Cytochrom P450 1A2, Cytochrom P450 2C8 und Cytochrom P450 3A), die den Abbau einiger Medikamente, beispielsweise orale Medikamente zur Hemmung der Blutgerinnung, Kortikoide, Lamotrigin, Schilddrüsenhormone, Doxycyclin, Chloramphenicol, Azolantimykotika, Griseofulvin, oder orale Kontrazeptiva (die Pille) in der Leber beschleunigen und damit einen Wirkungsverlust herbeiführen können. Bei gleichzeitiger Behandlung mit Felbamat und Phenobarbital kann die Blutkonzentration von Phenobarbital erhöht und die von Felbamat erniedrigt werden.

### Anwendung während Schwangerschaft und Stillzeit
Bei Kindern von Müttern, die während der Schwangerschaft mit Phenobarbital behandelt wurden, sind vermehrt Fehlbildungen zu beobachten. Phenobarbital ist gut plazentagängig und darf während einer Schwangerschaft nur nach sorgfältiger Nutzen-Risiko-Abwägung angewendet werden. Unter Behandlung mit Phenobarbital kann es zu Folsäuremangel kommen, der Fehlbildungen begünstigt. Daher ist vor und während der Schwangerschaft zusätzlich Folsäure einzunehmen. Eine Überwachung der Entwicklung des ungeborenen Kindes mit Ultraschall und α-Fetoproteinbestimmung wird empfohlen. Entzugserscheinungen bei Neugeborenen der mit Phenobarbital behandelten Mütter sind beschrieben worden.
Phenobarbital geht in die Muttermilch über. Die Konzentration in der Muttermilch beträgt etwa 10 bis 45 % der mütterlichen Blutkonzentration. Frauen, die mit hohen Dosen Phenobarbital behandelt werden, sollten nicht stillen.

### Besondere Patientengruppen
Bei Patienten mit Leberzirrhose steigt die Halbwertszeit auf 4–8 Tage an. Auch bei eingeschränkter Nierenfunktion verzögert sich die Ausscheidung erheblich, weswegen eine Dosisanpassung erforderlich sein kann.

### Unerwünschte Wirkungen (Nebenwirkungen)
Die Häufigkeit von unerwünschten Wirkungen liegt bei Erwachsenen insgesamt bei etwa 23 %. Ernste Nebenwirkungen, die zu einer Unterbrechung der Behandlung führen, treten in circa 4 % der Fälle auf. Mit folgenden Nebenwirkungen ist sehr häufig (≥10 %) zu rechnen: unerwünscht starke Beruhigung sowie Müdigkeit (Schläfrigkeit, Mattigkeit, Benommenheit, verlängerte Reaktionszeit), Schwindelgefühl, Kopfschmerz, Störung der Koordination von Bewegungsabläufen (Ataxie), eingeschränktes Urteilsvermögen, Desorientiertheit, Störung der Sexualfunktion (verminderte Libido, erektile Dysfunktion (Impotenz)). Am Morgen nach der abendlichen Verabreichung können Überhangeffekte (Konzentrationsstörung, Restmüdigkeit) die Reaktionszeit beeinträchtigen. Bei Kindern und älteren Patienten können häufig (1–10 %) Erregungszustände auftreten („paradoxe Reaktionen“ mit Unruhe, Aggressivität und Orientierungslosigkeit). Bei längerem Gebrauch in hohen Dosen kann sich eine Abhängigkeit entwickeln. Bei abruptem Absetzen nach Langzeitanwendung können Entzugssymptome auftreten.

### Vergiftungen/Überdosierung
Zeichen einer Vergiftung oder Überdosierung mit Phenobarbital können Schwindel, geistig-körperliche Regungslosigkeit (Stupor), Blutdruckabfall, Nierenversagen, Abfall der Körpertemperatur, Hautblasen, Störungen der Augenbewegungen (Nystagmus), Verminderung der Aufmerksamkeit, abgeschwächte Sehnenreflexe, Störungen der Gleichgewichtsregulation und der Bewegungskoordination (Ataxie), Benommenheit (Somnolenz), Schlaf, Koma, unzulängliche Atmung (Atemdepression) und/oder Schock mit anfangs engen und später weit geöffneten Pupillen sein.
Die Behandlung einer Phenobarbital-Überdosierung besteht aus Atem- und Kreislaufstabilisierung, Magenspülung (sofern sinnvoll) gefolgt von intensiver Überwachung und gegebenenfalls Behandlung je nach Zustand des Patienten. Phenobarbital kann aus dem Blut ausgewaschen werden (Hämodialyse, Hämoperfusion).

## Pharmakologische Eigenschaften

### Wirkungsmechanismus (Pharmakodynamik)
Phenobarbital ist ein starkes Beruhigungs- und Schlafmittel und wirkt gegen Krampfanfälle. Die Wirkung ist stark dosisabhängig und reicht von Beruhigung über leichte Dämpfung und Schlaf bis zur Betäubung.
Phenobarbital wirkt – wie auch andere Barbiturate – durch Bindung am GABAA-Rezeptor. GABA ist der wichtigste hemmende Neurotransmitter des zentralen Nervensystems (ZNS) bei Säugetieren. Die Bindungsstelle für Barbiturate am GABAA-Rezeptor unterscheidet sich von den Bindungsstellen für GABA selbst und auch von der für Benzodiazepine. Wie auch Benzodiazepine, verstärken Barbiturate die GABA-Wirkung am Rezeptor. Im Gegensatz zu Benzodiazepinen erhöhen sie jedoch nicht die Offenwahrscheinlichkeit des GABAA-Rezeptors, sondern bewirken, dass der Kanal nach Bindung von GABA länger geöffnet bleibt.
Barbiturate blockieren auch AMPA-Rezeptoren (eine Untergruppe der Glutamat-Rezeptoren). Glutamat ist der wichtigste erregende Neurotransmitter im ZNS. Diese Kombination aus Verstärkung der hemmenden GABA-Wirkung und Blockade der erregenden Glutamat-Wirkung erklärt die dämpfende Wirkung dieser Arzneistoffe gut.

### Aufnahme und Verteilung im Körper (Pharmakokinetik)
Die Aufnahme in den Körper nach oraler oder intramuskulärer Gabe ist nahezu vollständig. Maximale Phenobarbital-Konzentrationen im Blut werden bei oraler Gabe nach 6–18 Stunden beobachtet und bei intramuskulärer Gabe nach 3–5 Stunden. Maximale Konzentrationen im Gehirn wurden bei intravenöser Gabe nach 20–60 Minuten gemessen. Für die antikonvulsive Wirksamkeit werden Konzentrationen von 15–25 μg/ml benötigt. Konzentrationen ab 40 μg/ml gelten als toxisch. Die Plasmahalbwertszeit von Phenobarbital ist vom Lebensalter, von der Leberfunktion und vom pH-Wert des Urins abhängig. Sie beträgt bei Neugeborenen 3–7 Tage, bei Kindern 3 Tage und bei Erwachsenen 2–4 Tage. Die Plasmaproteinbindung beträgt 40 bis 60 %.

#### Bioverfügbarkeit
Die Bioverfügbarkeit eines Arzneimittels wird u. a. von seinen galenischen Eigenschaften bestimmt und ist daher produktabhängig. Luminal hat eine Bioverfügbarkeit zwischen 80 und 100 %.

#### Metabolismus (Stoffwechsel)
Phenobarbital wird hauptsächlich in der Leber verstoffwechselt. Ein Intermediärstoffwechselweg führt über die Kopplung an Glucuronsäure und Ausscheidung über die Gallenflüssigkeit. 10–40 % werden unverändert über den Urin ausgeschieden. Pro Tag werden etwa 10–20 % des Arzneistoffes ausgeschieden. Durch vermehrte Bildung von einigen arzneimittelabbauenden Enzymen, wie zum Beispiel Cytochrom P450 3A4 steigert Phenobarbital sowohl den eigenen Abbau als auch den Abbau anderer Arzneistoffe.

#### Toxikologie
Die LD50 bei der Maus wurde mit 323 mg/kg (oral) bzw. mit 234 mg/kg bei intraperitonealer Gabe bestimmt. Die entsprechenden Daten für die Ratte lagen bei 660 und 190 mg/kg. Bei der Katze wurde eine LD50 von 125 mg/kg nach oraler Gabe beschrieben und für das Kaninchen 185 mg/kg nach intravenöser Verabreichung.

## Analytik
Der qualitative und quantitative Nachweis von Phenobarbital gelingt nach adäquater Probenvorbereitung durch Kopplung der HPLC oder Gaschromatographie mit der Massenspektrometrie. Für den Nachweis in Haaren wurde auch die Kopplung der Gaschromatographie mit der Massenspektrometrie beschrieben.

## Weitere Informationen

### Geschichte
Das erste Barbiturat, Barbital (Veronal), wurde 1902 von Emil Fischer und Joseph von Mering (Bayer AG) synthetisiert und bald u. a. auch zur Epilepsiebehandlung eingesetzt. Fischer synthetisierte bis 1904 etliche ähnliche Substanzen, Phenobarbital wurde 1912 von Heinrich Hörlein bei der (Bayer AG) synthetisiert. Bayer führte Phenobarbital (genannt auch Phenyläthylbarbitursäure) 1912 unter dem Handelsnamen Luminal als Schlafmittel ein. Alfred Hauptmann beschrieb noch im gleichen Jahr erstmals die antiepileptische Wirkung von Phenobarbital. Sein Beitrag zur Behandlung der Epilepsie gilt heute als seine größte wissenschaftliche Leistung. Aus diesem Grund wird seit 1979 der Alfred-Hauptmann-Preis für Epilepsieforschung verliehen. Von S. Weiss (USA) wurde Phenobarbital 1929 intravenös verabreicht.
Das Warenzeichen Luminal wurde in den 1990er Jahren von Bayer an die Desitin Arzneimittel GmbH für Deutschland und einige weitere Länder übertragen.
Luminal-Schema im Nationalsozialismus:
In der Zeit des Nationalsozialismus wurde Phenobarbital zur gezielten Tötung von Menschen mit Behinderungen und/oder Erkrankung eingesetzt. Paul Nitsche entwickelte und erprobte 1940 in der Heilanstalt Leipzig-Dösen unter Assistenz der Oberärzte Georg Renno und Herbert Schulze das Luminal-Schema, bei dem über mehrere Tage dreimal täglich leicht überdosiert Phenobarbital verabreicht wurde. In Verbindung mit der zeitgleich stattfindenden systematischen Unterernährung führte dies in kurzer Zeit zum Tod der Patienten durch Lungenentzündung. Die Tötungsmethode war unauffällig, da die Gabe von Phenobarbital als Beruhigungsmittel übliche Praxis war. Bei dieser ersten Versuchsserie in Dösen wurden 60 Patienten ermordet. Das Luminal-Schema wurde zunächst zur Ermordung von etwa 5.000 Kindern mit Behinderungen in der Kinder-„Euthanasie“ eingesetzt. In der zweiten Phase der nationalsozialistischen „Euthanasie“, der Aktion Brandt, wurde Phenobarbital auch zur Ermordung einer weit größeren Zahl Erwachsener eingesetzt.

### Heutige Bedeutung
Phenobarbital ist das meistgenutzte Antikonvulsivum in Entwicklungsländern. Es wird aber auch in wohlhabenderen Ländern immer noch häufig genutzt, obwohl es – bis auf wenige seltene Epilepsiesyndrome – eher als Mittel der ferneren Wahl eingestuft wird. Phenobarbital wurde 1977 von der Weltgesundheitsorganisation (WHO) in die Liste der unentbehrlichen Arzneimittel der Weltgesundheitsorganisation aufgenommen.
Phenobarbital gilt – neben Kaliumbromid – als Mittel der ersten Wahl bei der Behandlung von Haustieren mit Krampfanfällen.
Überdosen des Wirkstoffs werden bei Hinrichtungen mit der Giftspritze, beispielsweise in den Vereinigten Staaten von Amerika, eingesetzt. In den USA soll ab 2019 der Wirkstoff auch wieder bei Exekutionen auf bundesstaatlicher Ebene von zur Todesstrafe Verurteilten eingesetzt werden.
Der Wirkstoff wird häufig bei Suiziden verwendet, so auch beim Massensuizid der religiösen Gruppierung Heaven’s Gate.
Das über 100 Jahre alte Warenzeichen Luminal ist der Titel:
- eines Songs der schwedischen Elektro-Gruppe Covenant (Album „Sequencer“ 1996/97)
- eines 1998 beim Mailänder Verlag Feltrinelli erschienenen Romans von Isabella Santacroce
- eines 2004 erschienenen Albums des britischen Elektro-Duos Sounds From The Ground
- eines 2003 erschienenen Films des italienischen Regisseurs Andrea Vecchiato („Bester Film“ beim Roma Independent Film Festival)

und der Name eines postpunk-Schallplattenlabels aus Providence (Rhode Island).

## Handelsnamen
Monopräparate
Aphenylbarbit (CH), Luminaletten (D), Luminal (D, CH), Generika (D, CH)